# Aalter
Aalter (Pronunciación  holandesa:[ˈunːltər]) es un municipio localizado entre Brujas y Gante en la Provincia de Flandes Oriental en Bélgica. El municipio comprende las ciudades de Aalter, Bellem, Lotenhulle, Poeke y (desde el 1 de enero de 2019) Knesselare. Está rodeada al este por Zomergem y Nevele, al sur por Deinze, y al oeste por la Provincia de Flandes Occidental. En enero de 2019, Aalter tenía una población total de 28 906. El área total es 81.92 km² que es una densidad de población de 243 habitantes por km². El alcalde es Pieter De Crem.

## Demografía

### Evolución
Todos los datos históricos relativos al actual municipio, el siguiente gráfico refleja su evolución demográfica, incluyendo municipios después de efectuada la fusión el 1 de enero de 1977.
| Gráfica de evolución demográfica de Aalter entre 1846 y 2019 |
|                                                              |

## Galería

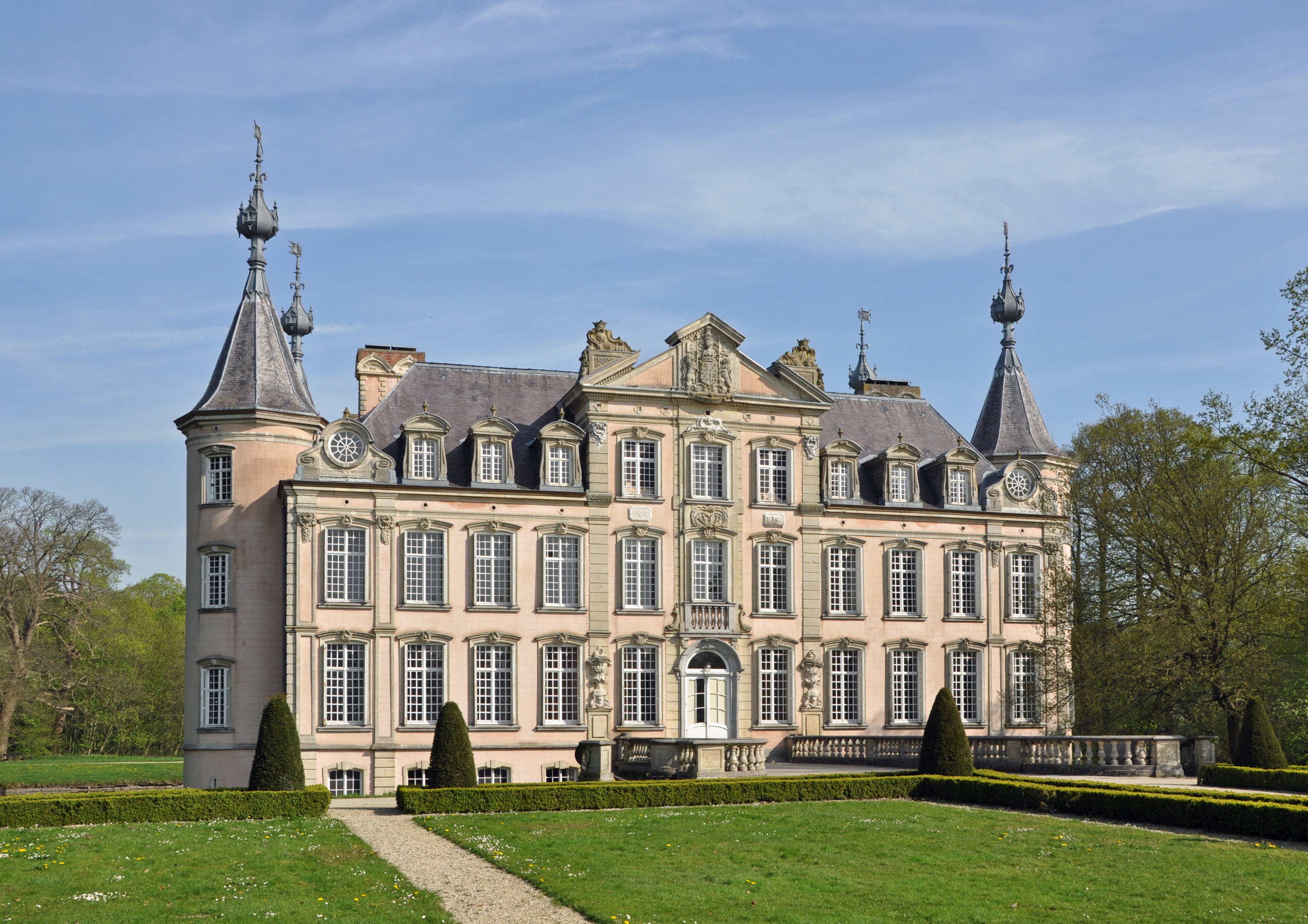
Castillo Poeke
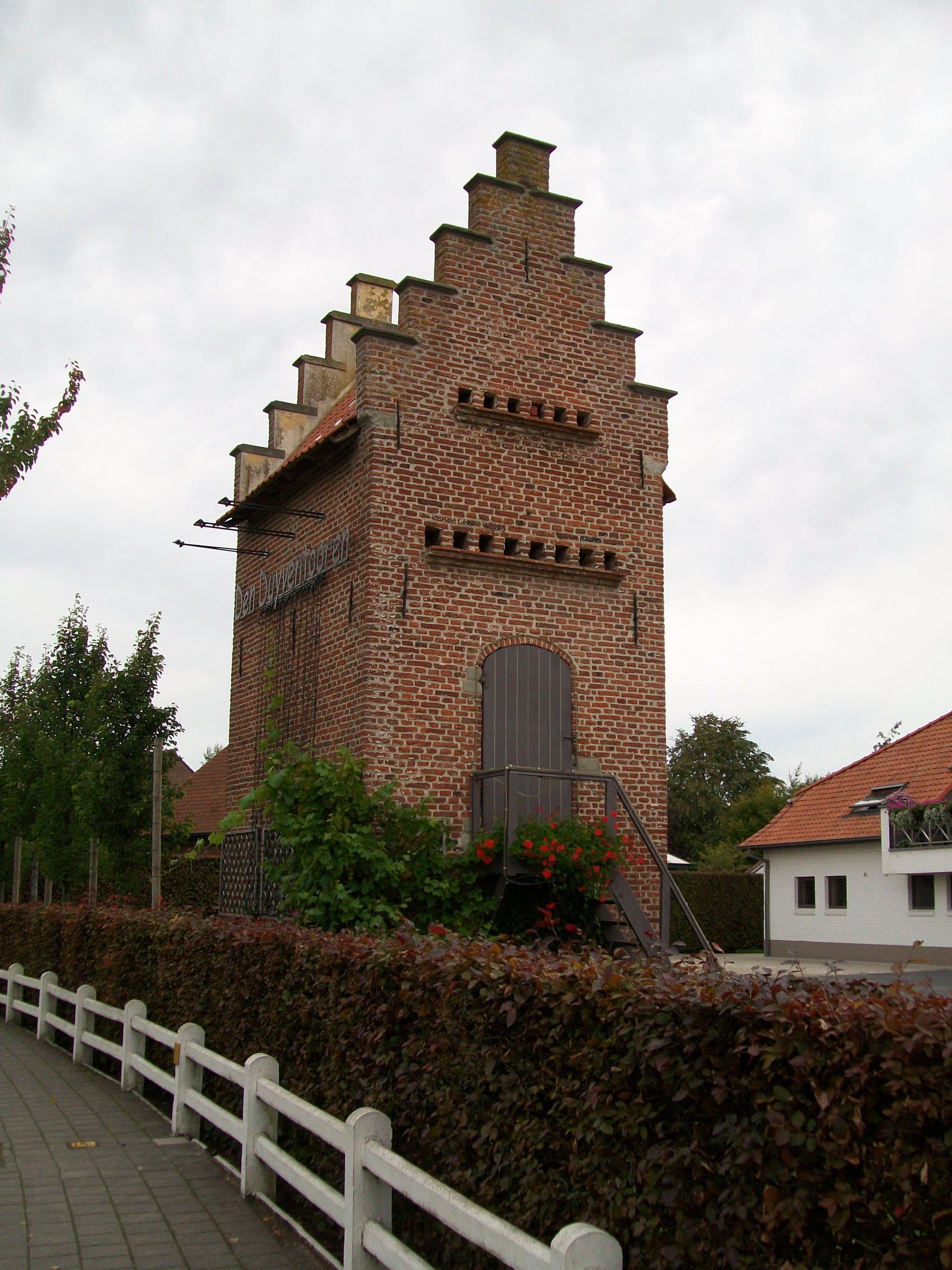
Torre en Bellem